# Schloss Mühllacken

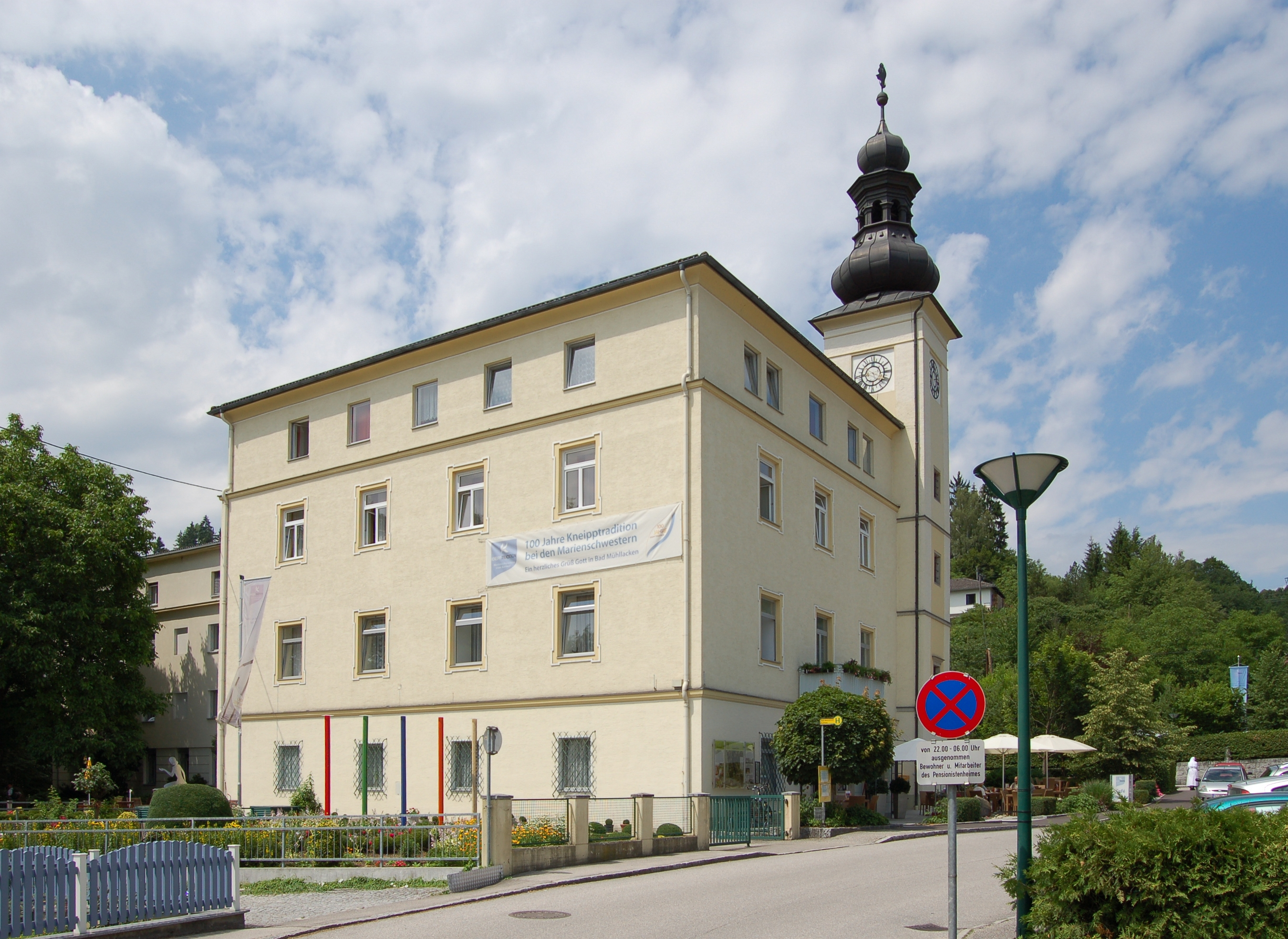
Schloss Mühllacken – Kur- und Badeanstalt

Das Schloss Mühllacken liegt im Ortsteil Bad Mühllacken der Gemeinde Feldkirchen an der Donau im Bezirk Urfahr-Umgebung von Oberösterreich (Bad Mühllacken 55).

## Geschichte
Das Schloss zu Mühllacken war ein adeliger Sitz, der ausschließlich dem Badebetrieb für adelige Gäste diente. Nach einer Verkaufskalkulation von 1526 bestand er aus „dem Schloßgebäu vnd dem Baadt“.
Die Entdeckung der sogenannten Bruno-Quelle geht nach legendenhafter Darstellung zurück auf einen Knappen namens Bruno des Grafen Siegmund von Schaunberg, der todkrank und ermattet von den Strapazen eines Kreuzzugs im Jahre 1364 zurückkehrte und vom Quellwasser im Pesenbachtal geheilt wurde. Zu Beginn des 16. Jahrhunderts war die heilende Wirkung des Quellwassers bereits anerkannt. Den Badebetrieb mit einem adeligen Landgut zu verbinden, geht auf die Schmidtauer von Oberwallsee zurück. Jobst Schmidtauer der Jüngere tauschte Untertanen mit Hans Albrecht Artstetter von Rottenegg, um seinen Besitz abzurunden. In einer Urkunde vom 2. Januar 1607 findet man den Verweis, dass die Quelle auf einem zur Herrschaft Landshaag gehörigen Holzgrund und Felsen entspringt, der dem Erbrecht nach „von hier aus besitzt wird“ und dass es auch eine Genehmigung für den Badebetrieb gab „… sub obigem Datum das Heilwasser erlaubt worden.“ Das „heilige Bründl“, von welchem das Wasser ins Bad geleitet wurde, liegt eine halbe Stunde vom Schloss entfernt.
Johann Georg Peisser von Wertenau erwarb 1712 das Schloss. Damals bestand der Besitz aus zwei Stöcken (Häusern), von denen einer dem Bade- und Kurbetrieb diente und der andere, der sogenannte Kirchenstock, eine Kapelle mit Sakristei enthielt, und zudem den Besitzern als Wohnung diente. Schloss Mühllacken und Schloss Pesenbach gehörten damals zu dem Liegenschaftskomplex der Güter Mühldorf und kamen am 3. März 1747 an das Stift Wilhering, wo sie bis 1857 verblieben. 1936 gelangte Mühllacken nach mehreren Zwischenbesitzern an die Kongregation der Marienschwestern von Karmel in Linz. Diese renovierten die Gebäude und richteten einen Kurbetrieb nach der Lehre von Pfarrer Sebastian Kneipp ein. 1937 konnten bereits Kurgäste aus Linz betreut werden. Die Schwestern eröffneten zudem einen Kindergarten und erteilten Handarbeitsunterricht. Während des Zweiten Weltkrieges wurde das Kurhaus beschlagnahmt und mit Schwerkranken belegt, die von den Schwestern betreut wurden. Nach dem Kriegsende bauten die Schwestern die Krankenanstalt zu einem Altersheim um. 1948 wurde der Kurbetrieb mit den Wasseranwendungen wieder aufgenommen.

Schloss Mühllacken
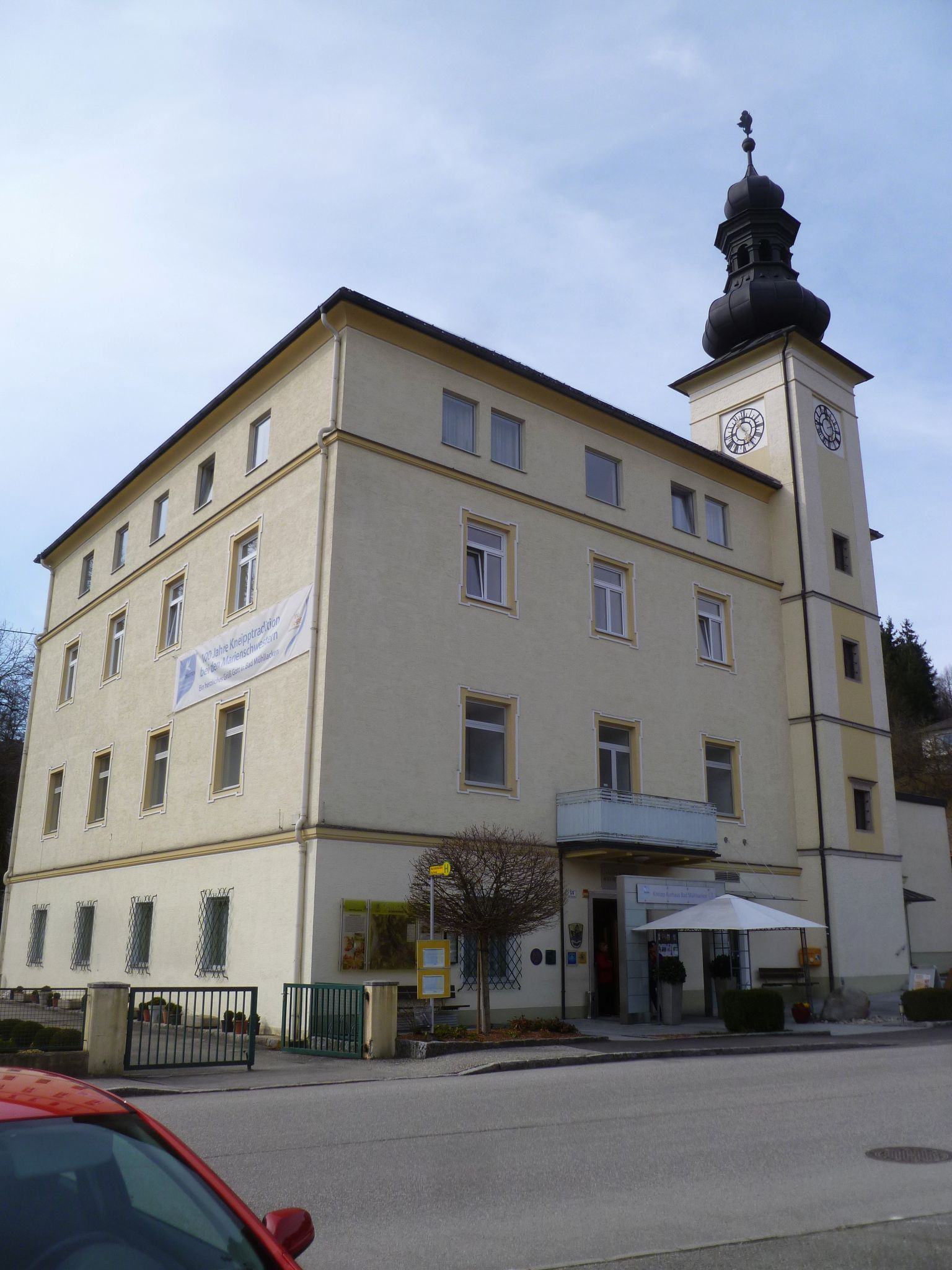
Schloss Mühllacken: Kneippkurhaus
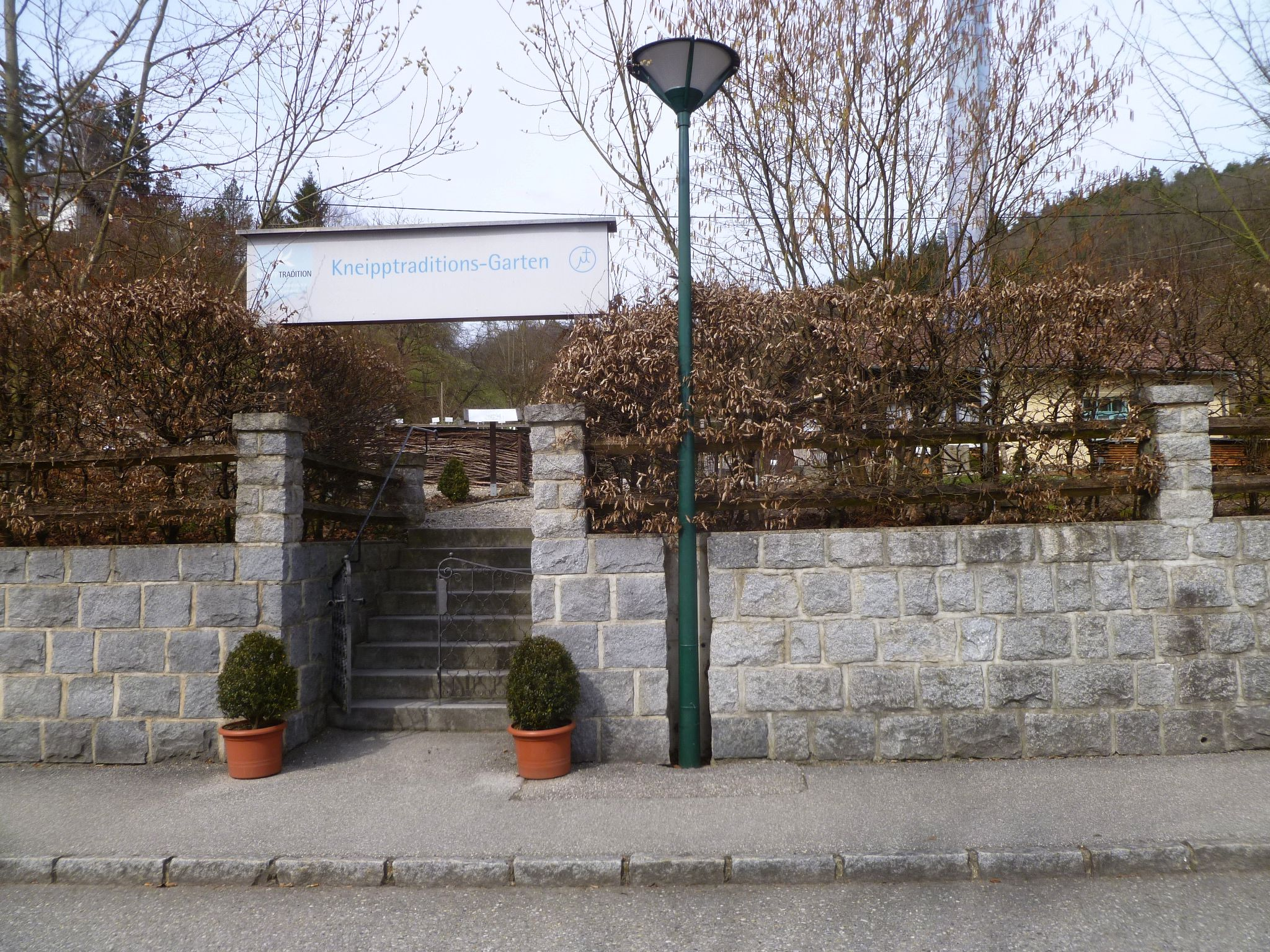
Schloss Mühllacken: Kneipptraditionsgarten

## Schloss Mühllacken heute
Das Hauptgebäude ist ein viergeschoßiger Bau mit Walmdach und Turm, bedeckt mit einem Zwiebelhelm und einer Laterne. Das Schloss besitzt einen barocken Turm aus der Zeit nach 1705, andere Bauteile sind wesentlich älter. Die Kapelle in der Südwestecke wurde 1974 errichtet.
Heute ist hier das Kneipp Traditionshaus der Marienschwestern Bad Mühllacken untergebracht. Neben dem Schloss befindet sich der sehenswerte Kräutergarten Bad Mühllacken.